# كلاس دي فريس (سياسي)
كلاس دي فريس هو محامي وأستاذ جامعي وقانوني وسياسي هولندي، ولد في 28 أبريل 1943 في هيرلين في هولندا. نشط حزبياً في حزب العمل.

## مناصب
- انتخب ممثل الجمعية البرلمانية لمجلس أوروبا [الإنجليزية]‏ لترشحه ضمن قائمة هولندا، (21 يناير 2008 – 26 نوفمبر 2015).
- انتخب نائب عن الجمعية البرلمانية لمجلس أوروبا  [لغات أخرى]‏ لترشحه ضمن قائمة هولندا، (24 يناير 1983 – 17 سبتمبر 1986).
- انتخب وزير الداخلية وشؤون المملكة ‏.
- انتخب عضو مجلس الشيوخ في هولندا ‏.
- انتخب عضو مجلس نواب هولندا  [لغات أخرى]‏.